# Sóstó Természetvédelmi Terület
A Sóstó Természetvédelmi Terület Székesfehérváron, 218 hektáron helyezkedik el, melyből 121 hektár országosan védett, a többi helyi védettséget élvez.

## Földrajzi elhelyezkedés
Sóstó természet-földrajzilag három eltérő jellegű táj határán fekszik. A terület nyugati oldalát a mocsaras Sárrét, délit az Észak-Mezőföld homokos, löszös tájai, északról Székesfehérvár város, illetve távolabb a Zámolyi-medence határolja. A tó környezetének tengerszint feletti magassága 105-120 mBf.

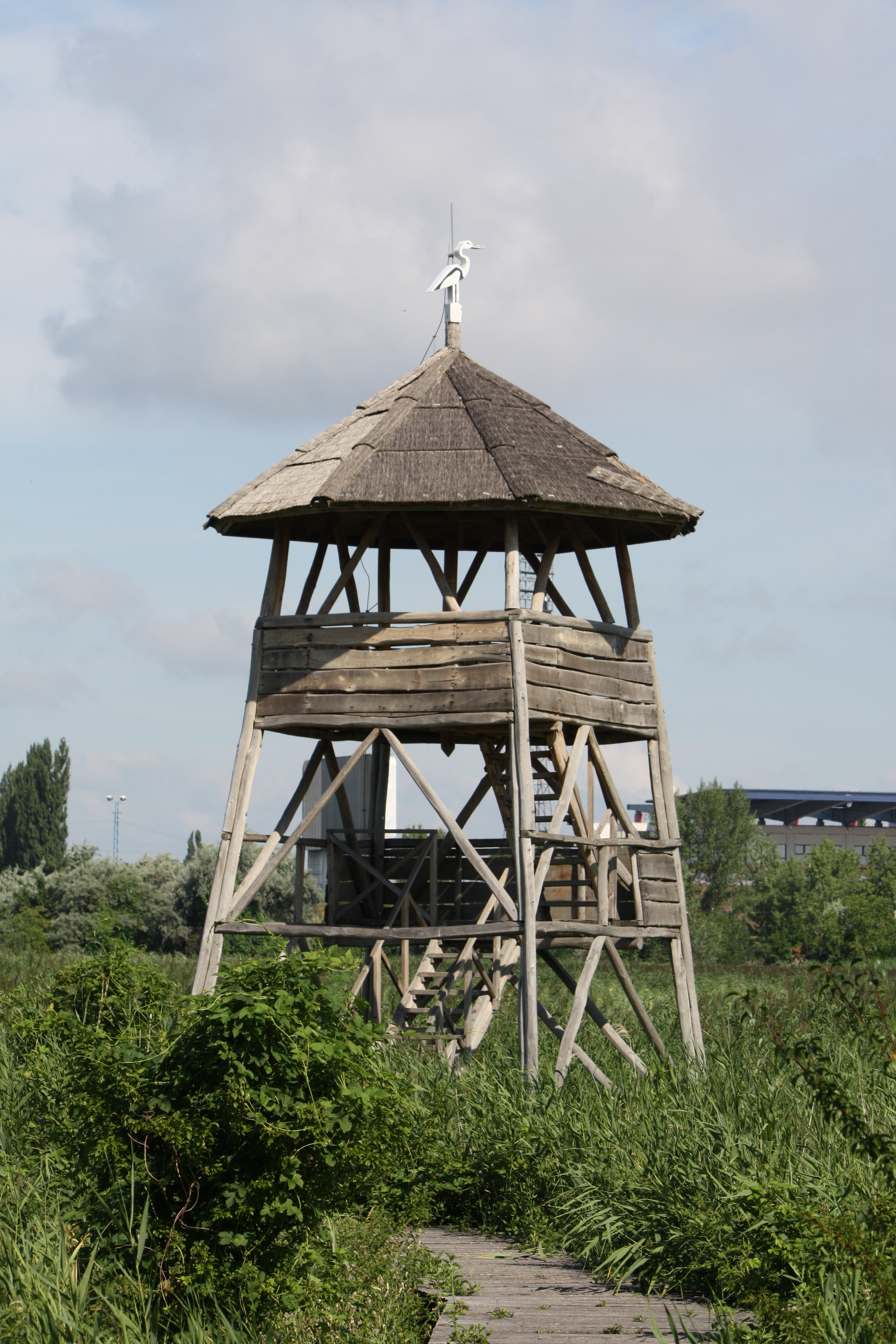
Kócsag-torony

## Történeti leírás
A Sóstó területének legkorábbi említése 1473-ból, Istvánffytól ered. A Székesfehérvár melletti két legnagyobb mocsár a Sóstó és az Ingovány volt abban az időben. A Sóstó a Sárvíz mocsaraként alakult ki. Nevét a vízéről kapta, mert sós volt annak ellenére, hogy a Sárvíz édes vize duzzasztotta. Dr. Brigelius Máté városi fizikus hatósági megbízásra 1713-ban vizsgálta a Sóstó vizét és a vizsgálat eredményeként megállapította, hogy a Sóstó alkálisót tartalmaz.
Székesfehérvár életét, fejlődését meghatározta, hogy a mai Belvárost még a hódoltság utáni időkben is nagy kiterjedésű, átjárhatatlan mély vizek, mocsarak (Sóstó, Ingovány) vették körül. A mocsaras területek sok járványos betegségelterjedéséhez nyújtottak táptalajt. A közegészségügyi szempontból veszélyes mocsarak rendezését, lecsapolását már 1731-ben tervezték, de a kiszárítás csak a XIX. század második felében valósult meg. Schmeltz Lipót (Schmölcz Leopold) a saját vagyonából áldozva közcélú fásításokat finanszírozott a Sóstó környezetében. A fásítás segített a futóhomok megkötésében és a városi köztér alakításában. Sóstó környéke, mint fásított közterület szolgálta a városlakókat, így már akkor jelentős szerepe volt a városlakók szabadtéri szórakozásában, pihenésében.
A reformkorhoz kötődő újító kezdeményezésként Székesfehérváron 1839-ben alakult meg az állandó városszépítő bizottság. Működésük kezdeti időszakában a legtöbb energiát a Sóstó szépítésére fordították. Az alakulás évében a Sóstói szigetet fásították, a következő évben vendéglőt létesítettek. A rendezvények bevételét a Sóstó gondozására fordították.
1848-ban a szépítés ügye a városi közigazgatás részévé vált, hatósági feladatokat és jogkört kapott. A városépítészeten túl a faültetés, a Sóstó gondozása volt a legfontosabb feladat. A közgyűlés biztosította a fejlesztéshez szükséges összegeket. Az 1850-60 között felvételezett II. katonai felmérés térképén a déli területrészek legeltetéses, illetve katonai hasznosítása olvasható le. A Sóstó területén természetes állapotú száraz és üde gyepeket találunk. A táj és környezetének állapota már nem természetes, jellege agrártájjá alakult. Udvardy Vince 1858-as leírása mulatókertnek, legkellemesebb sétahelynek jellemezte a nádas parttal szegélyezett Sóstó környékét.
Egy 1932-es rendezési tervben a Tavat három részre, vízi sport, halászat s strand számára alkalmas területekre osztották. A terv a tó vizének pótlására két mélyfúrású kút létesítését is tartalmazta. A II. világháború után a tó fürdőként való hasznosítása a part nádasodása, valamint a szennyvízzel történő időszakos keveredés miatt megszűnt. A város iparosodásával a Sóstó a II. világháború után, főleg az 1970-80-as években fokozatosan pusztult. A karbantartás hiánya, a szennyvíz közvetlen bevezetése miatti iszaplerakódás, a nem megfelelően gondozott nádas elpusztult szerves részeinek leülepedése, a záporok és a hóolvadások következtében történt bemosódások eredményeként gyorsult a tó feltöltődése.
A szippantott szennyvíz beeresztése mintegy 10 éven keresztül történt. Az ez idő alatt beszállított szennyvíz becsült mennyisége évente mintegy 600-650 m3 volt. A város csatornázásának fejlesztésével a 90-es évektől kezdődően fokozatosan csökkent a Sóstóba bevezetett szennyvíz mennyisége. A városi Szennyvíztisztító telep korszerűsítése, illetve bővítése után Székesfehérvár város 2000. március 27-én megszüntette a mechanikailag tisztított szennyvíz Sóstóba történő bevezetését.
A Sóstó történetében a szép emlékű évszázadok után az 1980-90-es években rohamos degradáció ment végbe. A felhagyott homokbánya hosszú idők óta többé-kevésbé zavartalan területén természeti értékekben gazdag élőhelyek alakultak ki. Ezek megőrzésének érdekében védetté nyilvánított területrészek szegélyesen, kisebb foltokban továbbra is szolgálhatják a városi lakosság pihenését, természetközeli rekreációs igényeit. A Sóstó természetvédelmének a lakosság kiszolgálására alkalmas fogadó-, vagy közparkként látogatható területekkel való megtartása, kialakítása, gondozása anyagi áldozatokat igényel. A tó régi haszonvételi lehetőségei közül a vadászat, a horgászat, a halászat ma már nem élvezhetők, ezért ebből bevételek sem képezhetők a Sóstó jelenkori szépítésére.

## Tanösvény létrejöttének munkálatai

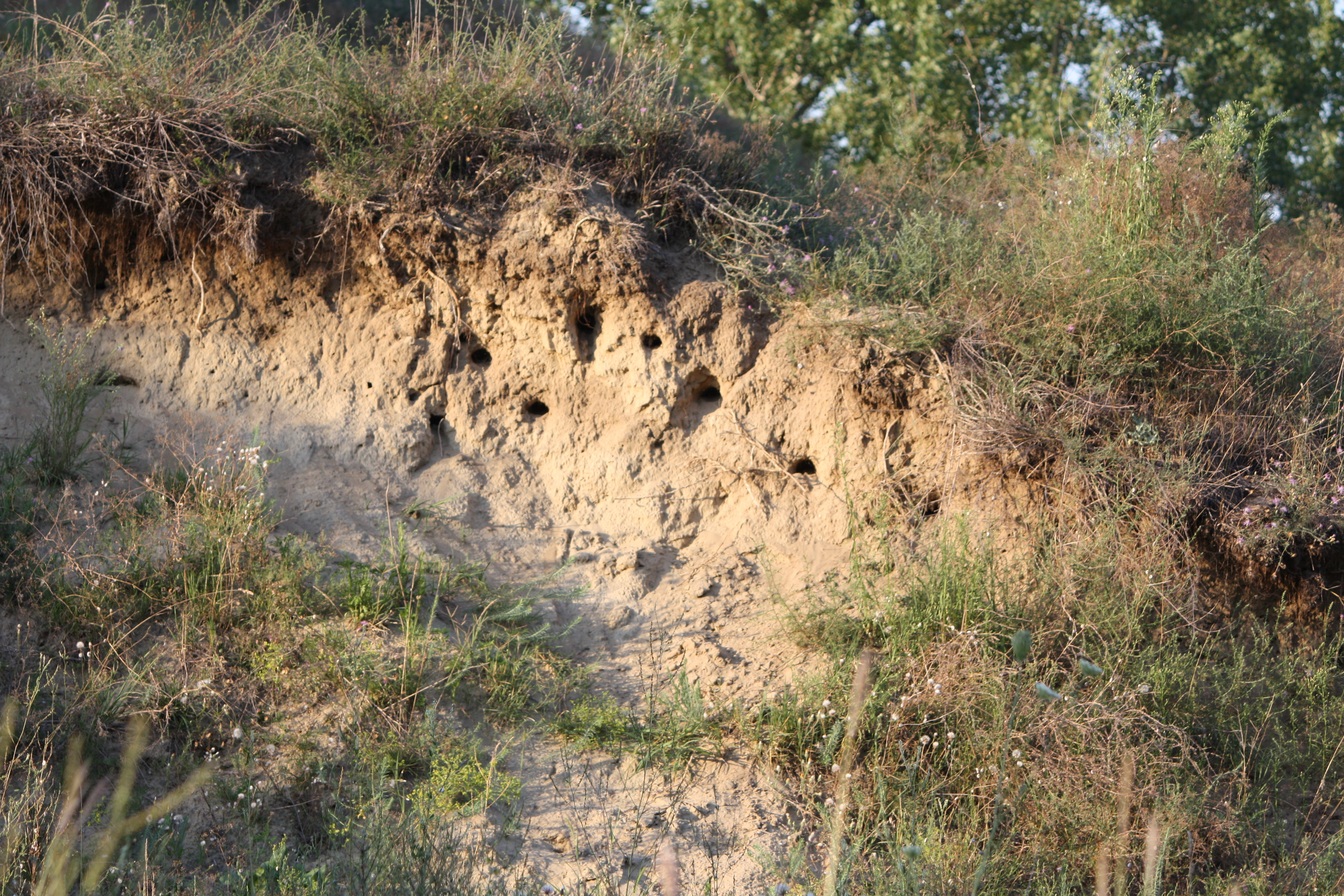
Lődomb

A Magyar Madártani és Természetvédelmi Egyesület Fejér Megyei Csoportjának tagjai 1986-ban kezdték el a Sóstó és Homokbánya botanikai és ornitológiai feltárását. Ennek eredményeként 1990 novemberében országos védettséget kapott a homokbánya "botanikai eldorádója", a lődombok gyurgyalag- és partifecske-kolóniája és a vízműerdő kékvércse-telepe.
Az 1991-93-as évek során több tonna szeméttől mentesítették a Homokbánya kubikgödreit a Gaja Környezetvédő Egyesület által szervezett szemét- és hulladékgyűjtő táborok. 1993-ban az orchideák védelmére épült az első bürü a nagy kubikgödörben, de a híd faanyagát felügyelet híján elhordták. 1996-ban a Zöld Kerekasztal Társaság (ZKT) és a Herosz Fejér Megyei Szervezete segítségével létrejött az első botanikai tanösvény. Ezen első információs táblát a Herosz, a Duna-Ipoly Nemzeti Park Igazgatósága és a ZKT állította 1998-ban a Székesfehérvári Homokbánya Természetvédelmi Terület bemutatására. Az ösvényt kialakító táborok diákjai három nyarat dolgoztak az első nyomvonal kialakításán, de a karbantartás forrás hiányában elmaradt és az ösvényeket benőtte a növényzet.
1999-ben a Zsombék Természetkutató Egyesület (TKE) elkészítette a Sóstó védetté nyilvánítási dokumentációját, amely 2003 januárjában lett helyi jelentőségű természetvédelmi terület.
2001 tavaszán átadták az első 5 km-es tanösvényszakaszt, 8 db információs táblával, 110 méter bürüvel és egy madármegfigyelő kilátóval a Sóstó északi medencéjében. 2002-ben 6 tábla és a sziget körül 150 méter bürü épült. 2003-ban 4 db tábla és 70 méter bürü készült el, valamint a nyomvonal 1,3 km-rel bővült. 2003-ban épült meg a nyitott erdei tanterem a szigeten, valamint a keleti és a nyugati bejáratot őrző "Kócsag-kapuk", melyeket a látogatók "zsiráfnak" becéznek. 2005 tavaszán került átadásra a Szárcsa úti bürü folytatásaként a "Kócsag-torony".
Jelenleg a tanösvény 7,2 km hosszú, záró 700 méteres szakasza a stadion mellett épül majd meg.

## A Zöldtanya és a Madármegfigyelő

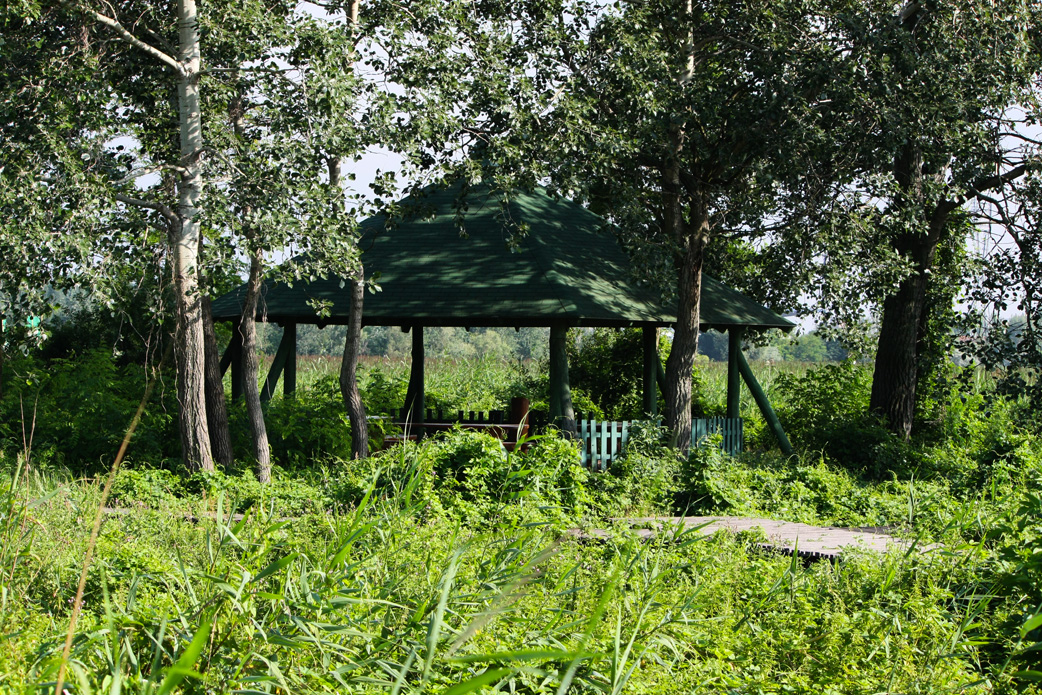
Erdei tanterem

2004 őszén állt szolgálatba a "Zöldtanya" (később információs központ és tájmúzeum), az udvarán sátorozási lehetőséggel. A korabeli vályogház felújítását követően rendezvények helyszíneként is szolgál. A nyitott erdei tanteremben megpihenhetnek a látogatók, illetve lehetőség van természetismereti órát tartani. A természetvédelmi terület megismerésében segít a terület erdésze, illetve ő felügyeli a Sóstó rendjét. A Zöldtanyától induló túra 2-3 órás sétával kényelmesen megtehető.
Madármegfigyelő épült az ornitológusok és érdeklődők számára. Ennek közelében egy fedett, asztalokkal és padokkal ellátott pihenőhelyet építettek.

## A területen található táblák
- Özönnövények
- Panoráma
- Madárlesen
- NaTúra kódex
- Köszöntő
- Gombák a Sóstón
- Nádgazdálkodás
- Tájtörténet
- Köszöntő
- Kiserdő
- Mocsárrét
- Belső-tó - holtfa az erdőben
- Sztyepprét
- Láprét
- Lődomb
- Székesfehérvári Homokbánya TVT
- Sárkánykúti-dűlő
- A tanösvény története
- Vízi gerinctelenek
- (Még nincs a területen)
- (Még nincs a területen)

## A területen található növények

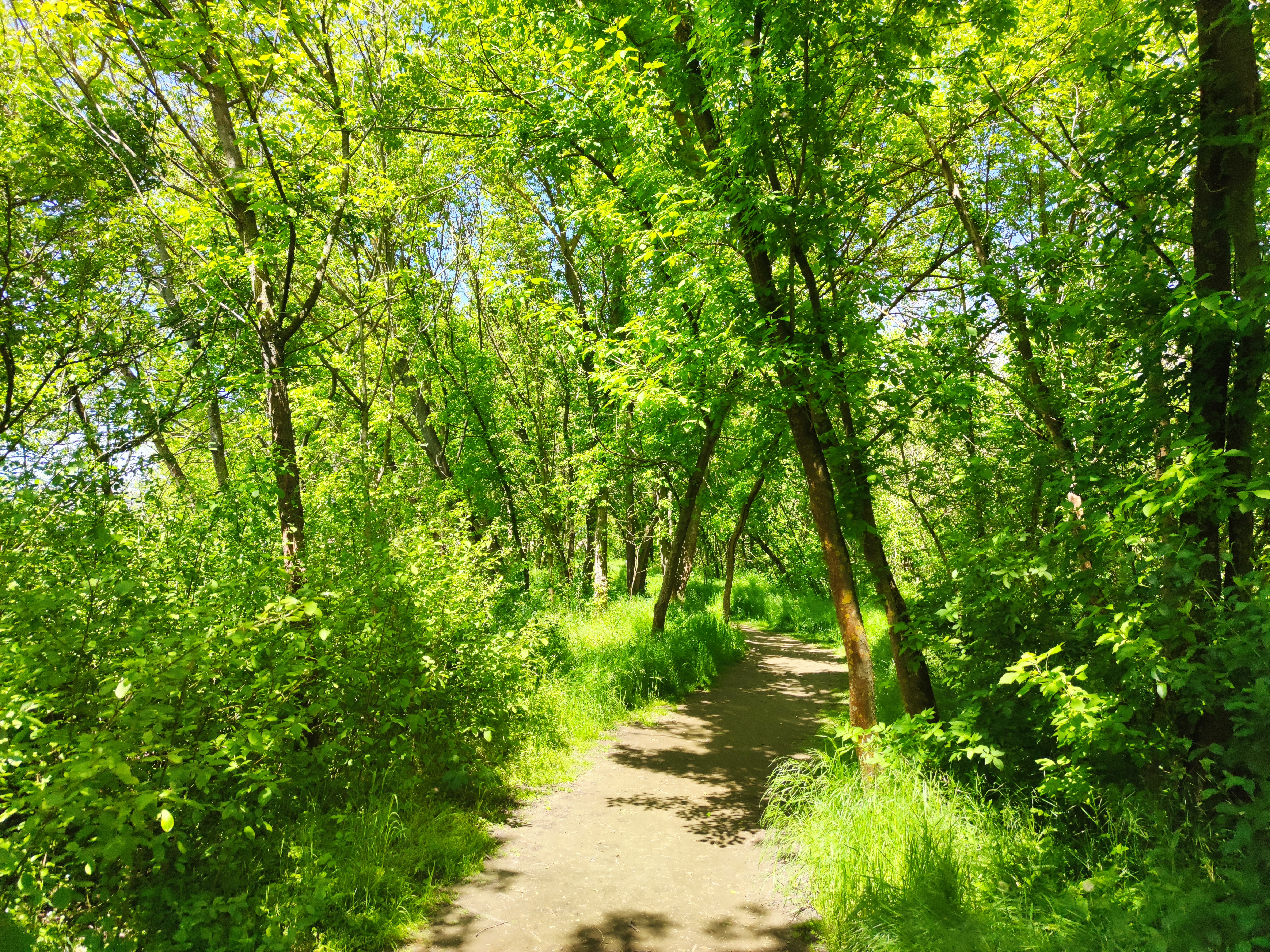
Ösvény a területen

Megtalálható a gyepes sédbúza, a réti ecsetpázsit, a fehér tippan, a réti boglárka és a fészekvirágzatú réti margitvirág. Rengeteg "kórós" növény található a nyár második felétől a mocsárréten. Itt él a szépsége miatt veszélyeztetett, védelemre érdemes sárga nőszirom, és a sötétibolya színű fekete nadálytő.
A Belső-tó körül odvas, lábonszáradt fák, facsonkok és a földön fekvő holt faanyag található. A sztyeppréten láthatjuk a sovány csenkeszt, az erőteljesen kúszó, tarackos csillagpázsitot, a fenyérfüvet és a karcsú perjét. A kétszikűek közül jellemző a hegyi len, a farkas kutyatej és a közönséges párlófű. Védett növényfaja a fekete kökörcsin.
A Homokbánya síklápjainak jellemző fajai: a szélsőséges termőhelyeken is túlélni képes nád, a termőhelyek kiszáradása miatt visszaszoruló téli sás és az ugyanezen okból gyorsan terjedő serevényfűz. A terület különleges jelentőségét az itt élő kilenc védett orchideafaj adja. Megtalálhatjuk a változatos színű agárkosbort, a mocsári kosbort, a vitézkosbort, a hússzínű ujjaskosbort, a poloskaszagú kosbort és a mocsári nőszőfüvet. A fokozottan védett pókbangó is fellelhető.
A nyílt homokpusztagyep néhány növényfaja: a csokrok díszítésére is használt fehér virágzatú, "ördögszekér-terjedésű" buglyos fátyolvirág, az apró termetű tavaszi ködvirág és a védett homoki nőszirom.
Az erdőben sétálgatva számos érdekes fafajjal találkozhatunk: a csertölgy, a kocsányos csertölgy, a magyar kőris és a fekete fenyő mellett a Kínából származó csörgőfa csalogatja virágzáskor a nektárgyűjtő rovarokat. A cserjeszintet alkotó közönséges orgona, csíkos kecskerágó, sóskaborbolya, fagyal és a védett törpe mandula sok énekesmadárnak (őszapó ökörszem, tengelic, cinegék) biztosítanak búvó- és táplálkozó helyet. A keskenylevelű ezüstfa, közismertebb nevén "olajfűz" olajos terméke a vonuló vendégként hozzánk érkező fenyőrigó és az állandó feketerigó kedvelt csemegéje télvíz idején. Az ezüstfákat a területen sikertelenül próbálták kiirtani, helyette évente hívnak a területre lelkes természetkedvelőket, akik segítenek fa kinézetet adni az elbokrosodott kinézetű növényeknek.
A Sóstó jellegzetes számtalan gombafajjal rendelkezik. Tavasszal a szentgyörgygombának is nevezett, ízletes májusi peszerke található meg. Április-májusban a világos okker vagy világosbarna színű ízletes kucsmagomba. Nyár végétől látható a különleges formájú gyakori csillaggomba. A terület farontó gombafajai közé tartozik a júdásgomba, melynek termőteste emberi fülkagylóra emlékeztet. Ősszel tömegesen fordul elő a gyapjas tintagomba, melyet alkoholtartalmú italokkal együtt fogyasztani tilos, mert mérgező tüneteket okozhat.

## A területen található állatok

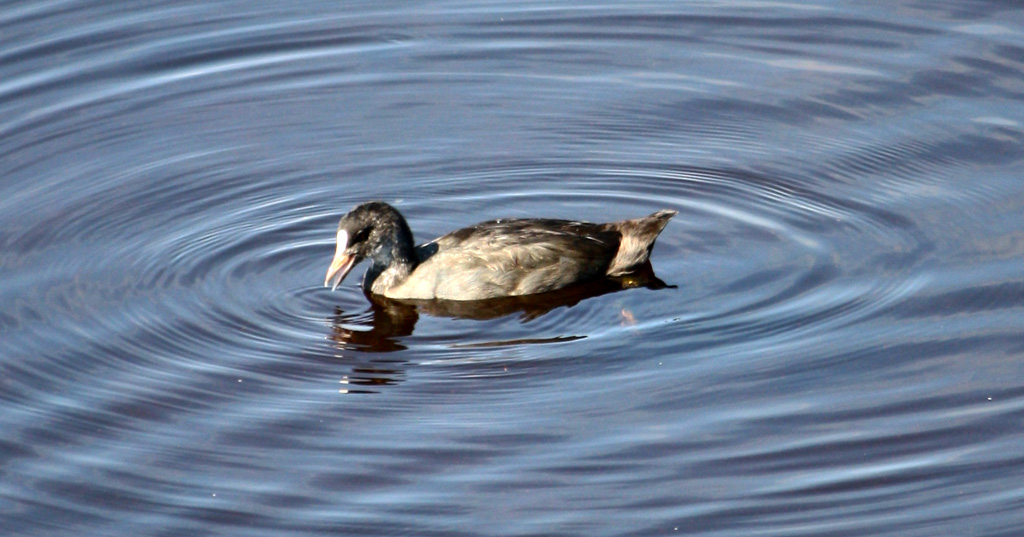
Szárcsafióka

A Sóstó Természetvédelmi Terület számtalan odúlakó énekes madárnak ad otthont (harkályok, cinegék, csuszka, stb.). Az odvak mélyén denevérek telepedtek le és segítenek a hatalmas erdőkárokat okozó lombrágó hernyók megfékezésében.
A sztyeppréteken találkozhatunk az ájtatos manóval, a kacsafarkú szenderrel, a cigánycsukkal, a barátposzátával, a gólyatöccsel és a tövisszúró gébiccsel.
A lődomboknál tűzlepkéket látni. Az erdész és állandó látogatók megfigyelései szerint ritkábban térnek haza a gyurgyalagok, illetve a partifecskék száma is lecsökkent.
A Sóstó vizeiben számtalan gerinctelen állatközösség él (nagy mocsáricsiga, mocsári fiallócsiga, nagy tányércsiga). A víz felszínén futkározó fekete tavi molnárpoloska és a víziskorpió is gazdagítja jelenlétével a területet. Ezenkívül árvaszúnyogok, csípőszúnyogok és zengőlegyek lárvái láthatók.
A madártani vizsgálatok szerint legalább 70 fészkelő madárfaj él vagy fészkel a Sóstó területén. Közéjük tartozik a fokozottan védett cigányréce, és a védett nyári lúd. A nyílt vízen palafekete szárcsák, tőkés réce, csörgő réce, barátréce, valamint szürke gém látható. A fokozottan védett fajok közül a vörös gém és törpegém, a fehér gólya, a kanalasgém, és a méltóságteljes röptű nagy kócsag. Láthatjuk még a dankasirályt, a bíbicet és a bütykös hattyút. A tó mellett sétálva hallható a nádirigó és a cserregő nádiposzáta éneke.